# Tetanocera loewi
Tetanocera loewi är en tvåvingeart som beskrevs av Steyskal 1959. Tetanocera loewi ingår i släktet Tetanocera och familjen kärrflugor. Inga underarter finns listade i Catalogue of Life.